# Ambassade des États-Unis au Niger
L' ambassade des États-Unis à Niamey est la mission diplomatique des États-Unis au Niger. Le programme du Corps de la paix qui a débuté en 1962, a compté environ 130 volontaires servant dans le pays. L'USAID n'a pas de mission au Niger, mais il y a environ 30 millions de dollars d'aide publique annuelle administrée par des organisations non gouvernementales américaines et locales .

## Histoire
Le 3 août 1960, les États-Unis ont officiellement reconnu la République du Niger, peu de temps après l’indépendance du pays vis-à-vis de la France. L'ambassade a été établie le jour de l'indépendance, lorsque Donald R. Norland (en) a présenté ses lettres de créance en tant que chargé d'affaires par intérim. L'ambassade a commencé à fonctionner le 3 février 1961, avec Joseph W. Schutz comme chargé d'affaires par intérim .
Après le coup d'État nigérien de 2010, le Niger est revenu à un régime civil constitutionnel avec l'investiture du président Mahamadou Issoufou qui est devenu le nouveau président en 2011 .
En août 2023, les États-Unis ont réduit le personnel de leur ambassade au milieu de la crise nigérienne de 2023 . Cela s'est produit quelques jours après que l'ambassade de France à Niamey ait été attaquée .